# Ти га просто не занимаш
Ти га просто не занимаш (енгл. He's Just Not That into You) амерички је филм из 2009. године. Режирао га је Кен Квопис, а главне улоге тумаче Дру Баримор, Џенифер Енистон, Бен Афлек, Скарлет Џохансон и Џенифер Конели. Филм је снимљен по истоименој књизи која је назив добила према једној реплици из серије Секс и град.

## Радња
Филм говори о неколико младих људи који живе у Балтимору. Имају између 20 и 30 година, и сви желе једно - да пронађу љубав. Неки се спајају, други се разилазе, трећи покушавају да нађу средину. Сви су различити, али их уједињује једна жеља - да буду срећни, и покушавају да учине све што је могуће за то, чак и ако понекад боли.
Ји-Ги је опседнута проналажењем савршеног мушкарца са којим ће живети до краја својих дана. После састанка са Конором, девојка не може да разуме зашто је он не назове. У покушају да то сазна, она добија одговор од Коноровог пријатеља, власника бара, Алекса. Постепено, девојка схвата да јој се свиђа Алекс, али он не дели њена осећања.
У међувремену, Конор покушава да схвати зашто ствари напредују тако споро са прелепом Аном. Чини се да је заинтересована за момка, али изгледа да се између њих појављује зид чим се приближе. Њиховој вези није помогло ни Анино познанство са ожењеним Беном, који је на ивици да превари своју жену – наметљива Џенине, колегиница Г.Г. (Џиџи).
Анина пријатељица, паметна Мери, такође не може да пронађе свог идеалног принца; сви које сретне на свом путу испадају неозбиљни женскароши. Да би брзо пронашла мушкарца својих снова, Мери користи сваку прилику, укључујући и упознавање на МајСпејс-у. Мери, захваљујући онлајн сервису, упознаје Конора у кафићу и они започињу везу. Мери тада брише све своје налоге са сајтова за упознавање.
Бенов пријатељ Нил има своје проблеме: не жели да ожени своју девојку Бет, коју воли свим срцем, искрено верујући да ће брак само све покварити. Раскинули су. Бетин живот пада у тешка времена када њен отац доживи срчани удар. Када ствари постану тешке, Неил прискаче у помоћ Бет. Бет је спремна да поднесе његово потпуно одбијање брачног живота, од свих њених познаника, он се показао као најпоузданији мушкарац. Нил преиспитује своје ставове о институцији брака и запроси Бет. На крају, јунаци шетају на венчању Бет и Нила на јахти.

## Улоге
| Глумац            | Улога     |
| ----------------- | --------- |
| Џенифер Анистон   | Бет       |
| Бен Афлек         | Нил       |
| Дру Баримор       | Мери      |
| Џенифер Конели    | Џенин     |
| Кевин Коноли      | Конор     |
| Бредли Купер      | Бен       |
| Џинифер Гудвин    | Џиџи      |
| Скарлет Џохансон  | Ана       |
| Крис Кристоферсон | Кен Марфи |
| Џастин Лонг       | Алекс     |
| Вилсон Круз       | Нејтан    |
| Саша Александер   | Кетрин    |
| Леонардо Нам      | Џошуа     |
| Бизи Филипс       | Кели Ен   |